# Tribunal spécial des Nations unies pour le Liban
Le texte peut changer fréquemment, n’est peut-être pas à jour et peut manquer de recul. 
Le titre et la description de l'acte concerné reposent sur la qualification juridique retenue lors de la rédaction de l'article et peuvent évoluer en même temps que celle-ci.

Emblème du Tribunal spécial des Nations unies pour le Liban

Le Tribunal spécial des Nations unies pour le Liban (« TSL »), aussi dénommé Tribunal pour le Liban, est un tribunal pénal international, dont le mandat est de poursuivre, en appliquant le droit pénal libanais, les personnes présumées responsables de l'assassinat de l'ancien Premier ministre libanais Rafiq Hariri, et de la mort de 21 autres personnes le 14 février 2005 à Beyrouth au Liban, ainsi que d'attentats connexes. 
Le tribunal a officiellement commencé ses travaux le 1er mars 2009, ; sa compétence prime sur celle des juridictions nationales libanaises. Le tribunal est basé à Leidschendam-Voorburg, près de La Haye aux Pays-Bas, et il a une antenne à Beyrouth, capitale du Liban. Ses langues officielles sont l'anglais, l'arabe et le français. À la différence des autres tribunaux pénaux internationaux, le Tribunal est autorisé à tenir des procès par défaut ;  il est aussi le premier à juger du crime de terrorisme en tant que crime distinct. C’est également le seul tribunal international qui exige dans son Statut ou dans son Règlement de procédure et de preuve la création d’une Unité de la communication externe spécifique, ce qui traduit l’importance accordée au devoir qui incombe au TSL de fournir, en temps réel, des informations précises à l’opinion publique libanaise. Le secrétaire général des Nations unies nomme les onze juges du Tribunal, des juges libanais et internationaux, pour un mandat de trois ans renouvelable.

Le mandat du Tribunal était initialement de trois ans. En revanche, aucune limite temporelle n’avait été fixée pour l’achèvement des travaux judiciaires. Le mandat a par la suite été prorogé afin de permettre au Tribunal de mener sa tâche à bien. Le verdict est finalement rendu le 18 août 2020 en première instance, et le 16 juin 2022 en appel. Le Tribunal a fermé en décembre 2023.  

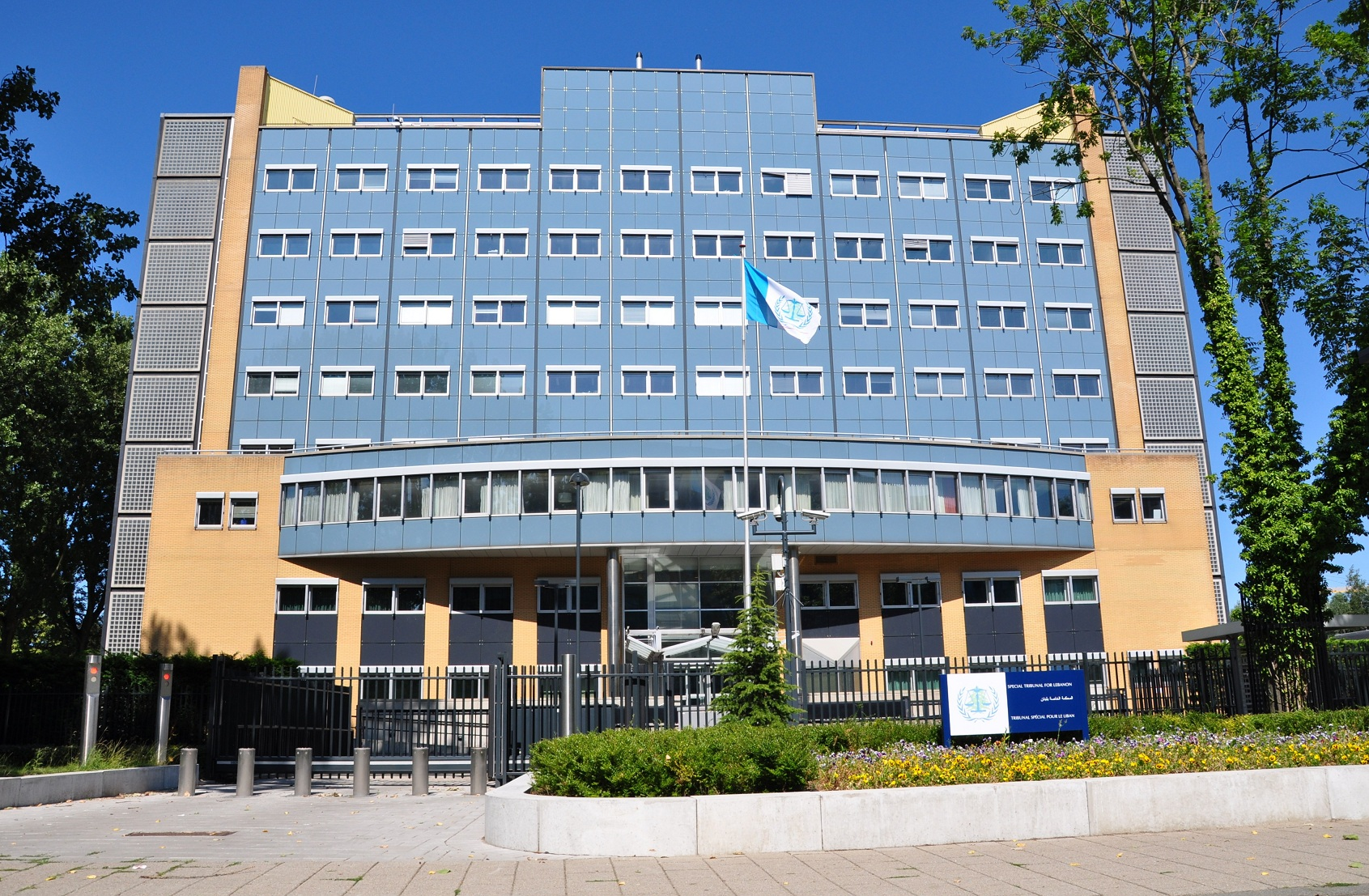
Le Tribunal à Leidschendam, 2 km de La Haye

## Introduction
Le rapport du procureur allemand Detlev Mehlis (en) avait initialement impliqué des agents de sécurité libanais et syriens de haut niveau dans l'assassinat de Rafiq Hariri. Damas a nié toute implication. Quatre généraux libanais pro-syriens ont été détenus pendant quatre ans sans inculpation dans le cadre de cette affaire. Ils ont été libérés en 2009 après que le TSL a déclaré qu'il n'y avait pas suffisamment de preuves pour les inculper. Les procédures entreprises par le TSL ont suscité des controverses qui menacent la stabilité du Liban dues à l'inculpation possible de membres du Hezbollah libanais et les relations tendues entre l’actuelle majorité dite du 14 mars, composée du bloc sunnite de Saad Hariri et de partis chrétiens comme les Forces libanaises et les Kataeb et l’actuelle opposition dite du 8 mars, menée principalement par le Hezbollah chiite et le Courant patriotique libre du général chrétien Michel Aoun.
Divers médias ont rapporté que le TSL prévoit de mettre en accusation de deux à six membres du Hezbollah. Le Wall Street Journal allègue que parmi ceux qui se trouveraient dans la ligne de mire de l'ONU se trouvent Mustafa Badreddine, un commandant militaire de haut rang du Hezbollah et beau-frère de Imad Mughniyeh  qui fut le chef des opérations militaires et du renseignement du Hezbollah, tué dans un attentat à la voiture piégée à Damas le 12 février 2008 et dont la responsabilité a été attribuée par Hassan Nasrallah à Israël,. Des rumeurs publiées par divers médias,,, font état que le TSL mettrait aussi en cause l'Iran et son Guide suprême de la Révolution islamique, l'Ayatollah Ali Khamenei. Le 12 janvier 2011, le gouvernement de Saad Hariri est tombé à la suite de la démission des onze ministres de l’opposition  de l'Alliance du 8 mars menée par le Hezbollah du fait du refus de Saad Hariri de désavouer en personne l’institution internationale.

## Organisation du tribunal

### Mandat
Le tribunal a été créé à la suite d'un accord entre l'Organisation des Nations unies et la République libanaise, conformément à la résolution 1664 (2006) du 29 mars 2006. Le Conseil de sécurité des Nations unies, agissant en vertu du Chapitre VII de la Charte des Nations unies, a approuvé l'accord le 30 mai 2007 du Conseil de sécurité par la résolution 1757 (2007).
Le mandat du tribunal est de « poursuivre les personnes responsables de l'attentat du 14 février 2005 qui a entraîné la mort de  Rafic Hariri, Premier Ministre en exercice et la mort ou les blessures d'autres personnes." Il a également été chargé d'une nouvelle extension de sa juridiction au-delà de l'attentat du 14 février 2005, dans la mesure où il y aurait des preuves démontrant que d'autres attentats terroristes survenus au Liban entre le 1er octobre 2004 et le 12 décembre 2005 ont été liés à celui perpétué contre Rafiq Hariri, et qu'ils furent de nature et de gravité similaires à l'attentat initial, Human Rights Watch fit valoir que le tribunal aurait dû aussi recevoir la compétence juridictionnelle sur plus de 14 autres attentats perpétrés au Liban depuis le 1er octobre 2004. Le tribunal a déclaré qu'il pourrait élargir son mandat pour y inclure les attentats qui ont eu lieu entre le 1er octobre 2004 et le 12 décembre 2005, s'il était démontré qu'ils étaient liés à l'assassinat de Rafiq Hariri.
Le Tribunal spécial pour le Liban est le premier tribunal créé par l'ONU en tant que cour pénale internationale habilitée à juger un  crime terroriste commis contre une personne déterminée. Selon l'Organisation des Nations unies, résolution du Conseil de sécurité 1664 (2006), il doit s'agir d'un « tribunal international fondé sur les normes internationales de justice pénale les plus élevées »
Le Tribunal spécial pour le Liban est un tribunal « hybride » international, similaire au Tribunal spécial pour la Sierra Leone et les Chambres extraordinaires au sein des tribunaux cambodgiens(CETC). Le TSL ne se réfère pas au droit international (pénal), mais plutôt au droit national (article 2 du Statut du Tribunal spécial). En conséquence, il se réfère également à la « section I » pour les crimes de guerre et la section II pour le crime organisé, la criminalité financière et la corruption de la Cour pénale et des Chambres d'appel de la Cour de Bosnie-Herzégovine qui sont aussi des Chambres « hybrides ».

### Choix des magistrats
Les chambres du tribunal sont composées de onze juges libanais et internationaux avec cependant une majorité de juges internationaux (article 8 du Statut du Tribunal spécial). En septembre 2007, le secrétaire général Ban Ki-moon estime que le tribunal aurait coûté 120 millions de USD sur trois ans. 
Ban Ki-moon a nommé Robin Vincent comme Greffier du Tribunal le 11 mars 2008. Une série de démissions successives au début de janvier 2009 a suscité des inquiétudes au sujet de la composition du personnel du tribunal. Le chef des enquêtes Naguib Kaldas a démissionné au cours des deux premières semaines de janvier,, À la suite de la démission de David Vincent, Ban Ki-moon, a nommé David Tolbert à sa place le 9 juillet 2009, nomination effective le 26 août 2009.
Le 1er mars 2010, M. Herman von Hebel a été nommé Greffier par intérim puis Greffier du Tribunal le 10 décembre 2010. Depuis le 24 juillet 2013, Daryl Mundis est le greffier du Tribunal spécial pour le Liban.
Joyce Tabet fut nommé au poste de procureur adjoint de la Cour en novembre 2009.
Norman Farrell a succédé le 12 mars 2012 à Daniel Bellemare au poste de Procureur du Tribunal. François Roux, Avocat de la défense est quant à lui nommé Chef du Bureau de la Défense ; première dans une juridiction pénale internationale ; ce bureau est indépendant et équivalent aux autres organes du Tribunal. Antonio Cassese  a été nommé Président du tribunal. Le Juge Ralph Riachy en est le vice-président, Daniel Fransen, est nommé juge adjoint.
En septembre 2010, le tribunal a nommé l'avocate libanaise Alia Aoun comme adjointe au Chef du Bureau de la Défense François Roux.

### Budget
En septembre 2007, le secrétaire général des Nations unies Ban Ki-moon a estimé que le tribunal coûterait 120 millions de USD répartis sur 3 ans. Le Liban contribue à hauteur de 49 % du budget.
| Année         | Budget (en millions de USD) |
| ------------- | --------------------------- |
| 2009          | 51.4                        |
| 2010          | 55.4                        |
| 2011          | 65.7                        |
| 2012          | 55.3                        |
| 2013          | 59.9                        |
| Total (7 ans) | 407.5                       |

Au cours de la cérémonie d'ouverture du Tribunal, qui a eu lieu le 1er mars  2009, des fonctionnaires de l'ONU ont indiqué que les montants nécessaires des frais  de fonctionnement de la première année se montaient à 51,4 millions de dollars. Le budget prévisionnel pour les années suivantes est évalué à environ 65 millions de dollars par an.
En février 2015, après dix ans d'enquête, le coût total du TSL, partagé entre 28 pays, est estimé à environ un demi-milliard de dollars et un analyste estime qu'il coûtera encore plusieurs centaines de millions avant de parvenir à une conclusion.

### Sécurité et moyens techniques
Pour des raisons de sécurité, d'efficacité administrative et d'équité, le tribunal a son siège hors du Liban, dans le Leidschendam aux Pays-Bas. Les locaux du tribunal seront dans l'ex-Algemene Inlichtingen. Il a été annoncé en mars 2010 que le Tribunal spécial pour la Sierra Leone utiliserait la même salle d'audience à La Haye que celle du STL.
Deux des enquêteurs libanais de l'affaire sont victimes d'attentats : Samir Shehadeh, gravement blessé en 2006 par une bombe qui cible son convoi, et Wissam Eid, qui avait identifié certaines communications téléphoniques essentielles entre les protagonistes, tué en 2008 par une voiture piégée dans la banlieue de Beyrouth.
En octobre 2010, les enquêteurs du TSL font procéder à une "explosion contrôlée" sur la base aérienne de Captieux, en France, dans le but d'effectuer des tests médico-légaux. Toutefois, le TSL a déclaré que l'explosion n'était pas une reconstitution à grande échelle de l'assassinat.

## Controverses
Le mandat du TSL a provoqué des controverses, ainsi que des tensions au Liban entre les protagonistes sur lesquels se porte l'attention du tribunal. La Syrie et le Hezbollah ont vivement protesté contre les accusations qui les visent.  Des commentaires formulés par l'ancien général Jamil al-Sayyed ont également soulevé des tensions entre les groupes politiques rivaux.

### Implication de la Syrie
Le gouvernement syrien a affirmé dans les jours suivant l'assassinat que ce dernier a été perpétré par un Palestinien nommé Ahmed Abou Addas,, cette accusation a été contestée. Michel Aoun a affirmé que d'autres factions, telles que le Fatah al-Islam, sont coupables.
Le tribunal avait requis l'arrestation de quatre officiers libanais, qui furent détenus pendant quatre ans. Ils étaient considérés comme étant des généraux pro-syriens, leur libération a été perçue comme un coup sévère à la thèse de l'implication syrienne. Ils avaient été considérés par l'alliance du 14 mars comme étant mêlés à un complot syrien en vue d'assassiner Rafic Hariri. Le juge Fransen a demandé que ces accusés, Mustafa Hamdan, ancien chef de la brigade de la Garde présidentielle libanaise et Jamil al-Sayed, ancien directeur général de la sûreté générale ainsi qu'Ali al-Hajj, directeur général des Forces libanaises de sécurité intérieure et Raymond Azar, ancien directeur de l'Intelligence Militaire soient remis en liberté. Il a déclaré que les quatre généraux devaient être libérés car "il n'y avait aucune preuve pour justifier leur détention, étant donné que certains témoins avaient changé ou étaient revenus sur leurs déclarations", et du fait de "l'existence d'incohérences dans les déclarations des principaux témoins et l'absence de preuves qui pourraient corroborer ces déclarations".
Une procédure contre 25 responsables libanais a été engagée dans un tribunal syrien par l'une des personnes initialement arrêtées par le tribunal pour emprisonnement injustifié
En septembre 2010, Saad Hariri déclara au journal Asharq al-Awsat: « Nous reconnaissons des erreurs de jugement concernant la Syrie, erreurs qui ont nui au peuple syrien et aux relations entre les deux pays. À un certain stade nous avons fait des erreurs et accusé la Syrie d'avoir assassiné le premier ministre martyr. Il s'agissait d'une accusation politique, et cette accusation politique est invalidée." Il a ajouté: "Cependant, le tribunal n'est pas lié à ces accusations politiques, qui ont été prématurées. Le tribunal ne prend en compte que des éléments de preuve". Le président syrien Bachar al-Assad a déclaré que la Syrie avait été soutenue par la plupart des Libanais qui ne pensaient pas la Syrie responsable et reconnaissaient avoir été trompés.

### Faux témoins
Le général Jamil Sayyed a déposé une plainte en décembre 2009 à Damas parce qu'il "n'a pas  foi en la magistrature du Liban", qu'il a accusée de dissimulation de «faux témoins ». Le tribunal a cependant déclaré, qu'il ne pouvait plus être considéré comme un témoin crédible. Hassan Nasrallah, secrétaire général du Hezbollah, a déclaré qu'Al-Sadiq devrait être jugé pour avoir agi comme un faux témoin. À la suite de son expulsion des Émirats arabes unis, où il était détenu pour être entré dans le pays sous un faux passeport tchèque, il serait depuis entré dans la clandestinité en France.
Concernant la décision du Cabinet libanais de donner au ministre de la Justice Ibrahim Najjar la tâche d'étudier la question des faux témoins, la porte-parole du TSL, Fatima el-Issawi a déclaré que le tribunal ne se prononcerait pas sur des décisions du gouvernement libanais. Elle a ajouté que le TSL avait été habilité à poursuivre les personnes impliquées dans l'assassinat et que si les conditions étaient disponibles, l'autorisation inclurait également les suspects d'autres attaques qui ont eu lieu au Liban entre le 1er octobre 2004 et le 12 décembre 2005 ou plus tard. Michel Aoun a déclaré qu'une plainte avait été déposée pour résoudre le problème des faux témoins. Il a également affirmé que le gouvernement et le système judiciaire ont tenté de camoufler l'affaire et a déclaré qu'il ne faisait pas partie des prérogatives du ministre de la Justice d'initier une enquête afin d'établir leur innocence. Nabil Nicolas, député du groupe parlementaire «Changement et Réforme»  a déclaré que le procès-verbal du témoignage fait par Sadiq était aussi signé par Wissam Hassan le chef du Bureau du renseignement des Forces de sécurité intérieure, (une organisation considérée comme illégale par le FPM) en tant que «traducteur». Il a considéré que les éléments de ce procès-verbal étaient très dangereux et il a invité la justice libanaise à ouvrir une enquête afin d'examiner sa crédibilité.  Le ministre de la Justice, Ibrahim Najjar, a été chargé le 18 août de faire un rapport sur la saga  des faux témoins. Dans ce rapport il a rappelé «Le principe de l'indépendance de la magistrature comme il est dit dans la Constitution», «Le respect des accords internationaux (entre le Liban et l'Organisation des Nations unies sur la formation d'un tribunal spécial pour le Liban) et «Le principe de la confidentialité de l'enquête». Il a également déclaré  que Siddiq n'avait jamais été interrogé par les autorités judiciaires, mais seulement en tant que témoin par le Comité international après avoir quitté le Liban en avril 2005. Le procureur du TSL, Daniel Bellemare, aurait écrit dans sa réponse à la lettre du ministre de la Justice que «des faux témoins sont des témoins dont la crédibilité est en question tant qu'il n'y a pas de décision finale de la cour ».
Un responsable du Hezbollah a suggéré que toutes les parties concernées au Liban seraient d'accord pour que soient jugés les faux témoins qui ont faussé  l'enquête et provoqué une crise politique interne dans ce pays qui a conduit à la détérioration des relations entre le Liban et la Syrie durant les cinq années écoulées depuis l'assassinat. Il a ajouté que ce serait une « solution naturelle à la crise actuelle ». Hassan Nasrallah a par ailleurs accusé le TSL et les Nations-Unies de protéger les faux témoins. L'adjoint de Hassan Nassralah a déclaré : « L'ouverture du dossier des "faux témoins" est une priorité qui protègera le Liban d'ingérences étrangères et de propagations de fausses accusations ». Le chef du Conseil de Jurisprudence du Hezbollah, le Cheikh Mohamad Yazbek, a aussi fustigé le TSL qu'il considère comme politisé et a demandé que le TSL soit un tribunal « qui cherche la vérité ».
Saad Hariri est revenu sur ses propres accusations tenant la Syrie comme responsable de l'assassinat de son père et a déclaré que : « Certaines personnes ont induit en erreur l'enquête et ainsi porté atteinte à la Syrie et au Liban. Ils ont causé du tort  aux liens entre les deux pays et politisé l'assassinat. » Il a ajouté que « ces fausses accusations avaient des motivations politiques. » Cependant, son compatriote et allié politique, Samir Geagea le chef des Forces libanaisesa  déclaré qu'il rejetait les déclarations de Saad Hariri. Le Patriarche maronite Nasrallah Sfeir a également déclaré que, bien qu'il ne connaissait pas les faux témoins, ils « devraient être tenus responsables ».
Walid Joumblatt a rejeté les appels à la démission de Saad Hariri en déclarant qu'« il était nécessaire afin de faire face aux problèmes du pays dans son ensemble, par exemple celui des faux témoins et d'autres ».
Fasih al-Ashi, l'avocat de Al-Sayyed, a déclaré que la Syrie avait émis trente mandats d'arrêts contre des juges, des officiers, des politiciens et  des journalistes de divers pays arabes, à la suite des fins de non recevoir aux convocations d'un tribunal syrien de la part des témoins accusés de faux témoignages.

#### Controverse du général Al-Sayyed
Le général Jamil Al-Sayyed, l'un des généraux libérés après avoir été en prison pendant quatre ans, a attaqué Saad Hariri et lui a demandé de passer un test de détecteur de mensonges pour prouver qu'il n'avait pas soutenu ou financé des faux témoins. Il l'a aussi sommé d'admettre qu'il avait « vendu le sang de son père pendant quatre ans pour mettre en œuvre le projet du Grand Moyen-Orient », ajoutant « après tout ce que vous avez fait pour la Syrie, [le président syrien] Bashar Assad vous étreint au lieu de vous pendre. Il  ajouta qu'il n'était pas suffisant que Saad Hariri reconnaisse ses erreurs, mais qu'il devait aussi en "payer le prix". Il a également suggéré que le procureur Daniel Bellemare aurait dû auditionner les conseillers de Saad Hariri pour les questions politiques, sécuritaires et judiciaires, il a aussi requis sa démission ainsi que celle du Président du TSL, Antonio Cassese, afin qu'ils « ne se tiennent pas au côté de falsificateurs ». Il a déclaré par ailleurs que si le TSL n'avait poursuivi comme faux témoins aucun des témoins qui avaient changé de versions ou menti cela était explicable par le fait que le TSL voulait éviter que « des "grosses têtes" ne tombent » ».
Said Mirza, le procureur général, a convoqué Al-Sayyed pour l'interroger sur ses "menaces contre l'État, le système judiciaire libanais et le Premier ministre Saad Hariri." Al-Sayyed  quitta alors le Liban pour la France avec l'intention d'y attendre le verdict tout en demandant au TSL que son dossier "secret" soit rendu public afin qu'il sache de quoi il est accusé. Al-Sayyed refusa de répondre à la convocation expliquant qu'il « ne comparaîtrait pas devant un tribunal, sauf si Said Mirza était révoqué». Il déclara également qu'il poursuivrait Mirza devant un tribunal syrien et le TSL pour «manipulation de l'enquête ».
Le Hezbollah a condamné la demande de convocation de Al Sayyed par Mirza. De son côté, le député du Courant du Futur Ouqab Saqr déclara à la presse « Mustafa Nasser, a agi comme médiateur entre Hariri et al-Sayyed, il a également affirmé que Hariri aurait été informé que Sayyed serait prêt à «tourner la page» en échange de 15 millions de dollars. Il a aussi accusé Al-Sayyed d'avoir manipulé le magazine allemand Der Spiegel en déclarant «Nous ne voulons pas des excuses du Hezbollah, mais nous voulons que les Libanais sachent .. . qui répand la rumeur.». Il s'adressa au dirigeants du Hezbollah en les exhortant «à ne pas jouer avec le feu en tentant d'attiser les conflits entre chiites et sunnites dans la région.» Il conseilla à Nasrallah «d'étendre son bras» comme l'avait fait Hariri pour éviter la guerre civile. Al-Sayyed réitéra ses critiques contre Hariri l'accusant « d'induire en erreur l'opinion publique. ».
Un autre député du Courant du Futur, Mohamad Kabbara a également répondu aux accusations d'Al-Sayyed contre Hariri en disant : «Quiconque menace le chef de file des Sunnites ou le poste de Premier ministre, les sunnites lui apprendront la politesse. Les ennemis de la vérité et la justice, c'est-à-dire le Hezbollah et ses alliés, tentent de faire tomber l'État libanais afin de faire tomber le tribunal international. Quiconque est ennemi de la vérité et du tribunal est notre ennemi.» En réponse, le chef du parti de la Loyauté à la Résistance, le député Mohamad Raad, condamna les déclarations de Kabbara en ces termes : «Nous pensons que nous arrivons à une nouvelle phase de la folie politique et nous ne savons pas où cela nous mène... alors laissez nous nous mettre d'accord sur des normes unifiées, sur la nécessité d'emprisonner l'auteur du crime, ce à quoi nous sommes prêts à contribuer, mais il est inacceptable qu'il y ait deux poids et deux mesures.»  Un porte-parole du Hezbollah, Ibrahim Moussaoui, a également accusé le Courant du Futur en déclarant  que les positions de ses dirigeants «constituent un coup d'État contre les autorités nationales. Ce qui est dangereux, c'est que certains membres du Courant du Futur ne font qu'exacerber les tensions sectaires à travers le pays en le faisant glisser vers la guerre civile. ». Le ministre de l'Agriculture, Hussein Hajj-Hassan a riposté à ces accusations contre le Hezbollah en disant « nous ne pouvons tolérer que vous, les partisans de Hariri, nous accusiez aujourd'hui pour nous pardonner dans cinq ans.» Il rajouta que l'imbroglio dans son ensemble sera évoqué lors d'une réunion du Cabinet lorsque Najjar finalisera son rapport sur ce dossier. Le fils de Al-Sayyed, Malek, a accusé l'ONU de double standard du fait de son refus de permettre à son père l'accès au contenu des documents en possession du TSL.
Le chef du Parti socialiste progressiste, Walid Joumblatt a prévenu que le Liban pourrait «sombrer dans un état de dégradation systématique» et a appelé à l'unité afin de «faire face à la mise en accusation du Hezbollah et prévenir son impact destructeur... sur la sécurité, la politique, et la vie des gens et leur moral. Beaucoup se demandent s'ils doivent rester ou quitter le Liban... sans un accord de tous les partis sur le Tribunal ou l'acte d'accusation, nous allons en enfer. ». Michel Aoun a également indiqué qu'il faudrait que le TSL cesse ses travaux jusqu'à ce que soient jugés les faux témoins en question. L'ONU a exhorté le TSL à ne pas donner accès à Al-Sayyed au contenu des enquêtes.

### Fuites sur les résultats de l'enquête
Le magazine allemand Der Spiegel a publié une fuite concernant une probable mise en accusation de hauts responsables du Hezbollah. Le Premier ministre Saad Hariri  a promis en réaction à cette fuite « de ne pas permettre au sang de son père de provoquer la désunion au Liban. Il a aussi assuré à Sayyed Hassan Nasrallah qu'il admettra publiquement que les auteurs de l'attentat étaient des membres «indisciplinés» du Hezbollah et non pas le parti lui-même, qui lui ne serait  pas impliqué.  Hariri a demandé au tribunal de reporter  cette annonce en raison des conséquences potentiellement incendiaires que représente une telle annonce pour le Liban.
Le chef du Hezbollah, Hassan Nasrallah, a annoncé en juillet 2010, qu'Hariri lui a dit que le TSL mettrait en accusation des membres du Hezbollah, et non des responsables syriens. Il a condamné l'enquête, la qualifiant de projet israélien destiné à exacerber les tensions au Liban et prévenu que toute mise en accusation d'un membre du Hezbollah pourrait déstabiliser le gouvernement d'unité. Il a également déclaré qu'il résisterait à toute tentative d'arrestation de même «un demi-membre» du parti. Il a aussi émis des critiques sur le financement du TSL.

### Accusations du Hezbollah contre Israël
Dans son discours du 8 août 2010, Nasrallah a déclaré avoir des «preuves»  qui impliqueraient Israël et prouveraient sa complicité dans l'assassinat. Le procureur Daniel Bellemare du TSL lui a réclamé de lui soumettre tous les éléments en possession du Hezbollah qui pourraient aider l’enquête indiquant « en conformité avec son mandat, le bureau du procureur a invité les autorités libanaises à fournir toutes les informations en possession de Hezbollah et que cette demande inclut les vidéos montrées à la télévision durant la conférence de presse de Nassrallah, tout comme tout autre élément qui serait susceptible d'aider le bureau du procureur afin de dévoiler la vérité. » Il a également invité Nasrallah «à employer son autorité» pour faciliter l'enquête. Le Hezbollah  a répondu que du fait de la nature « politisée » du tribunal qu'il soumettrait ses données aux autorités libanaises. Le 17 août, le Hezbollah  annonça avoir soumis les données au procureur général libanais et il a  également ajouté que le Hezbollah n'était «pas concerné par l'enquête internationale». Le vice secrétaire général du Hezbollah, Naim Qassem, a déclaré que le « Hezbollah n'est pas redevable de fournir des preuves de ses accusations au tribunal spécial pour le Liban. S'il y avait une recherche sérieuse pour trouver la vérité, le Mossad et les membres du gouvernement israélien devraient être convoqués. Nous continuerons  nos accusations contre Israël jusqu'à ce que la vérité éclate ».

### Incident de l'hôpital Charara
Le 28 octobre 2010,  deux enquêteurs du TSL et leur traducteurs, escortés par les forces de sécurité libanaises, sont allés interviewer le Dr Iman Charara dans sa clinique, située à Dahieh, bastion chiite du Hezbollah à Beyrouth. Dès leur arrivée, un groupe de femmes les agressèrent et arrachèrent une mallette comprenant des documents des enquêteurs. Après l'incident, le docteur Charara a déclaré qu'elle ne pouvait pas déterminer la cause de l'affrontement  Elle a en outre déclaré que les enquêteurs  étaient venus pour obtenir les numéros de téléphone  de 14 à 17 de ses patients. Des membres du mouvement du 14 mars ont accusé le Hezbollah d'être le fomentateur de l'incident. Le Hezbollah a nié avec véhémence ces accusations, critiquant la violation par le tribunal international de l'intimité du peuple libanais. Dans un discours télévisé, un jour après l'incident, Nasrallah a accentué  ses attaques contre le tribunal le qualifiant de « complot américano-israélien » et a déclaré que coopérer avec le tribunal équivaut à attaquer la « Résistance ».

## Mises en accusation et mort de l'accusé principal

### Actes de mises en accusation
Les premiers actes d'accusation ont été présentés le 17 janvier 2011 au greffe du TSL. Le porte-parole du TSL annonce que « Le procureur du tribunal a soumis un acte d'accusation et des documents justificatifs au juge et que le contenu de l'acte d'accusation reste confidentiel à ce stade. ». En mars, le Procureur a déposé une modification de l'acte d'accusation, amenant les médias à spéculer qu'il pourrait  mettre en accusation des membres du Hezbollah de haut rang.
Le président américain Barack Obama a salué cette première mise en accusation en disant qu'il pourrait mettre fin à une « ère d'impunité » et qu'elle représentait « un moment significatif et émotionnel pour le peuple libanais », ajoutant que  « les États-Unis ont rejoint la communauté internationale en appelant tous les dirigeants et factions [au Liban] de préserver le calme et  faire preuve de retenue. ». Le ministre des Affaires étrangères libanais, Ali Chami lui a réponduen disant que « les États-Unis devraient cesser de s'ingérer dans les affaires du Liban ».
Le 30 juin 2011, le Tribunal spécial a finalement émis quatre mandats d'arrêt reposant sur l'acte d'accusation examiné par le juge Daniel Fransen. Les mandats ont été soumis aux autorités libanaises sans que les suspects soient identifiés publiquement par le tribunal. Toutefois, selon certaines sources, notamment  le ministre de l'Intérieur du Liban, les mandats ont été émis contre des hauts responsables du Hezbollah Mustafa Badreddine, Salim al-Ayyash, Assad et Hassan Sabra Unaisi. Le 3 juillet, le chef du Hezbollah Hassan Nasrallah a rejeté l'accusation et a juré que les individus accusés ne seraient pas arrêtés en aucun cas par aucun gouvernement. Nasrallah a également dénoncé le tribunal comme un complot étranger contre son parti et réitérant ses accusations contre Israël, tout en calmant  les craintes  conflits internes et de guerre civile assurant que le nouveau gouvernement du pays permettrait d'assurer la stabilité,.

### Suite et fin des poursuites contre Mustafa Badreddine
Le 17 août 2011, l'acte d'accusation du TSL présente Mustafa Badreddine, cadre du Hezbollah, comme  « chef de l'opération ». Le 1er février 2012, le TSL annonce l'ouverture d'un procès par contumace contre Badreddine et ses trois coaccusés. Le 27 juillet, le tribunal confirme sa compétence pour juger de l'attentat du 14 février 2005 et des faits liés. Le 9 août, il lance de nouveaux mandats d'arrêt internationaux contre les quatre suspects. Leur procès s'ouvre officiellement le 16 janvier 2014.
Le 11 mai 2016, Mustafa Badreddine est tué à Damas dans des circonstances controversées. Le 1er juin, le TSL annonce poursuivre les procédures en l'absence de preuves tangibles de sa mort mais, le 11 juillet, ayant reçu ces preuves, il déclare l'accusé décédé. La procédure se poursuit contre les autres suspects.

## Conclusion du procès

### Audiences finales à l'automne 2018
Le 11 septembre 2018, la phase finale du procès s'ouvre avec le réquisitoire du procureur du TSL contre les quatre organisateurs présumés de l'attentat, Salim Ayyash, Hussein Oneissi, Assad Sabra et Hassan Habib Merhi, ainsi qu'Ahmad Abou Adass, auteur de la fausse revendication. Mustafa Badreddine, le « cerveau » présumé de l'attentat, est décédé. Les conclusions écrites du procureur doivent préciser les rôles respectifs des exécutants, au nombre de six, et du « groupe élargi » qui aurait contribué à préparer l'attentat ou à brouiller les pistes, notamment de Wafic Safa, responsable des communications du Hezbollah, et Rustum Ghazaleh, ancien chef des services de renseignement syriens au Liban, mort en 2015.

### Verdicts en première instance et en appel

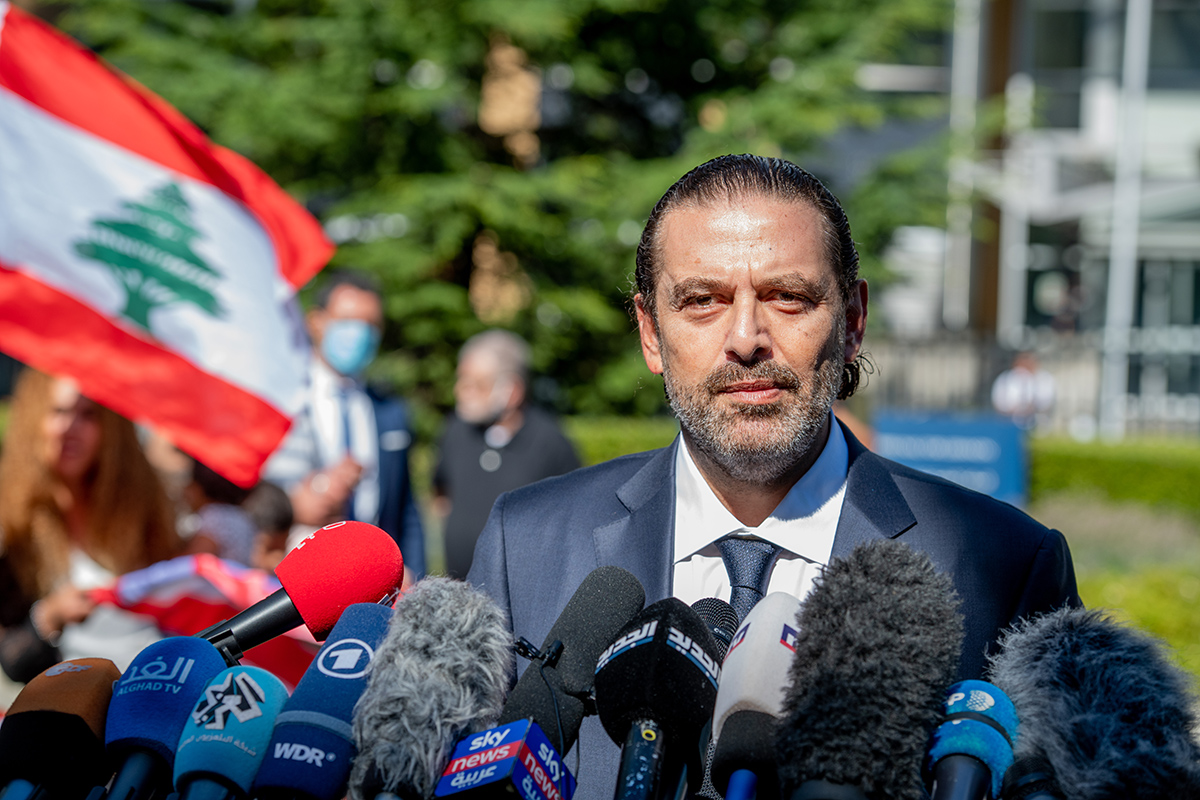
Saad Hariri commentant le jugement devant le Tribunal Spécial pour le Liban, Leidschendam, 18 août 2020.

Le verdict du Tribunal spécial devait être initialement rendu le 7 août 2020, mais est repoussé au 18 août suivant en raison des explosions au port de Beyrouth survenues le 4 août 2020. Le chef du Hezbollah Hassan Nasrallah annonce le 14 août qu'il ne reconnaitra pas le verdict.
Le 18 août 2020, le Tribunal spécial déclare Salim Ayyash, membre présumé du Hezbollah, coupable de l'assassinat de l'ancien Premier ministre libanais Rafiq Hariri. En revanche, les trois autres suspects accusés, Hassan Merhi, Hussein Oneissi et Assad Sabra, également membres présumés du Hezbollah, sont acquittés par le Tribunal,,.
Salim Ayyash est condamné à la prison à perpétuité le 11 décembre 2020,. 
Le procureur du TSL fait appel de l'acquittement en invoquant des « erreurs de droit et erreurs de fait » tandis que les avocats de Salim Ayyash font appel de sa condamnation le 13 janvier 2021 ; aucun des quatre accusés n'a jamais été remis au TSL. Assad Sabra n'est pas compris dans cet appel et son acquittement est donc définitif.
La condamnation de Salim Ayyash est confirmée par la chambre d'appel du TSL le 7 avril 2021 ; le procureur continue ses investigations visant sa responsabilité éventuelle dans trois autres attentats politiques au Liban, respectivement contre le député Marwan Hamadé, l’ancien secrétaire général du Parti communiste Georges Haoui et l’ex-ministre Élias Murr, en 2004 et 2005.
Le 16 juin 2022, la chambre d'appel du TSL casse le précédent verdict d'acquittement et prononce à l'unanimité la condamnation à la prison à perpétuité des deux derniers accusés : Habib Merhi et Hussein Oneissi. Ivana Hrdličková, présidente du tribunal, motive son jugement en faisant valoir que « [les accusés] ont agi avec préméditation et se sont rendus coupables de crimes d’une gravité extrême et particulièrement odieux qui ont plongé le peuple libanais dans un état de terreur ». Ils sont condamnés par contumace et on ignore si le verdict sera jamais exécuté car le Hezbollah s'oppose toujours à leur remise à la justice.

### Manque de financement du tribunal et fermeture
Depuis décembre 2020, le TSL connaît de graves difficultés financières : l'État libanais n'arrive plus à fournir sa part de 49% du budget tandis que les autres participants (Allemagne, Canada, États-Unis, France, Italie, Japon, Pays-Bas, Royaume-Uni et Union européenne) rechignent de plus en plus à payer pour une instance qui, depuis sa création, a coûté plus d'un milliard de dollars et n'a prononcé qu'une seule condamnation par contumace contre un cadre de niveau intermédiaire, plus une peine pour outrage au tribunal contre un journaliste et un média. Le tribunal devait encore se prononcer sur trois « affaires connexes », des attentats à la voiture piégée qui pourraient impliquer certains des accusés initiaux, mais il risque de se trouver en cessation de paiement d'ici à juillet 2021. Outre la procédure en appel, les poursuites continuent sur l'assassinat de Georges Haoui en juin 2005 et les tentatives visant Elias Murr en juillet 2005 et Marwan Hamadé en octobre 2014 : le problème du financement n'est toujours pas résolu à la fin de juillet 2021.
Faute de financement, le TSL doit renoncer à un procès annexe contre Salim Ayyash, réclamé par le procureur pour ces trois attentats. Le verdict du 16 juin 2022 contre ses deux co-accusés marque donc la fin de l'action du TSL dont les dépenses totales depuis 2009 sont estimées entre 600 millions et un milliard de dollars. Le tribunal ferme officiellement le 31 décembre 2023.